# Cyanide
Cyanide è un singolo del gruppo musicale statunitense Metallica, pubblicato il 2 settembre 2008 come terzo estratto dal nono album in studio Death Magnetic.
La canzone venne eseguita per la prima volta dal vivo durante l'Ozzfest 2008, dove il gruppo suonò per la prima volta da headliner.

## Tracce
Testi di James Hetfield, musiche di James Hetfield, Lars Ulrich, Kirk Hammett e Robert Trujillo.
1. Cyanide – 6:39

## Formazione
Gruppo
- James Hetfield – chitarra, voce
- Lars Ulrich – batteria
- Kirk Hammett – chitarra
- Robert Trujillo – basso

Produzione
- Rick Rubin – produzione
- Greg Fidelman – missaggio, registrazione
- Andrew Scheps – missaggio
- Mike Gillies – registrazione aggiuntiva
- Dana Nielsen – montaggio digitale
- Dan Monti – montaggio digitale
- Kent Matcke – montaggio digitale
- DD Elrich – montaggio digitale
- Sara Lyn Killion – assistenza tecnica
- Joshua Smith – assistenza tecnica
- Adam Fuller – assistenza tecnica
- Jason Gossman – assistenza tecnica
- Jason Mott – assistenza tecnica
- Ted Jensen – mastering

## Classifiche
| Classifica (2008)             | Posizione massima |
| ----------------------------- | ----------------- |
| Australia                     | 48                |
| Canada                        | 19                |
| Danimarca                     | 23                |
| Finlandia                     | 4                 |
| Irlanda                       | 48                |
| Norvegia                      | 15                |
| Regno Unito                   | 48                |
| Stati Uniti                   | 50                |
| Stati Uniti (alternative)     | 19                |
| Stati Uniti (mainstream rock) | 1                 |
| Svezia                        | 14                |